# Choachí
Choachí est une municipalité située dans le département de Cundinamarca, en Colombie.

## Tourisme
Choachi obtient en 2022 le label Meilleurs villages touristiques de l'Organisation mondiale du tourisme.